# قمة منظمة شانغهاي للتعاون (2014)
عقدت قمة منظمة شانغهاى للتعاون لعام 2014 في الفترة من 11 إلى 12 سبتمبر في دوشانبي بطاجيكستان وتعتبر القمة السنوية الثالثة عشرة لرؤساء دول منظمة شانغهاى للتعاون. 